# Clement Wilson (escritor)
Clement Wilson (nacido el 11 de mayo de 1976) es periodista, autor y escritor de viajes. Nacido en Irlanda, estudió en el Glenalmond College y en el Trinity College de Dublín y actualmente vive en Edimburgo. Su periodismo ha aparecido en numerosos periódicos y revistas y ha escrito libros sobre el rally Gumball 3000 (con el jinete Richard Dunwoody) e Islandia, entre otros temas. Es miembro del Gremio Británico de Escritores de Viajes y del Instituto Colegiado de Periodistas.